# リビアの港湾
リビアの港湾（リビアのこうわん、英語: Ports and harbours in Libya）は、リビアにおける港湾について記す。

## 一覧
- ズワーラ港（アラビア語版）（ズワーラ）
- トリポリ港（英語版）（トリポリ）
- フムス港（アラビア語版）（フムス）
- ミスラタ港（アラビア語版）（ミスラタ）
- ラス・ラーヌーフ港（アラビア語版）（ラス・ラーヌーフ）
- ブレガ港（アラビア語版）（ブレガ）
- ベンガジ港（英語版）（ベンガジ）
- デルナ港（アラビア語版）（デルナ）
- トブルク港（英語版）（トブルク）